# Velvyslanectví České republiky ve Washingtonu, D.C.

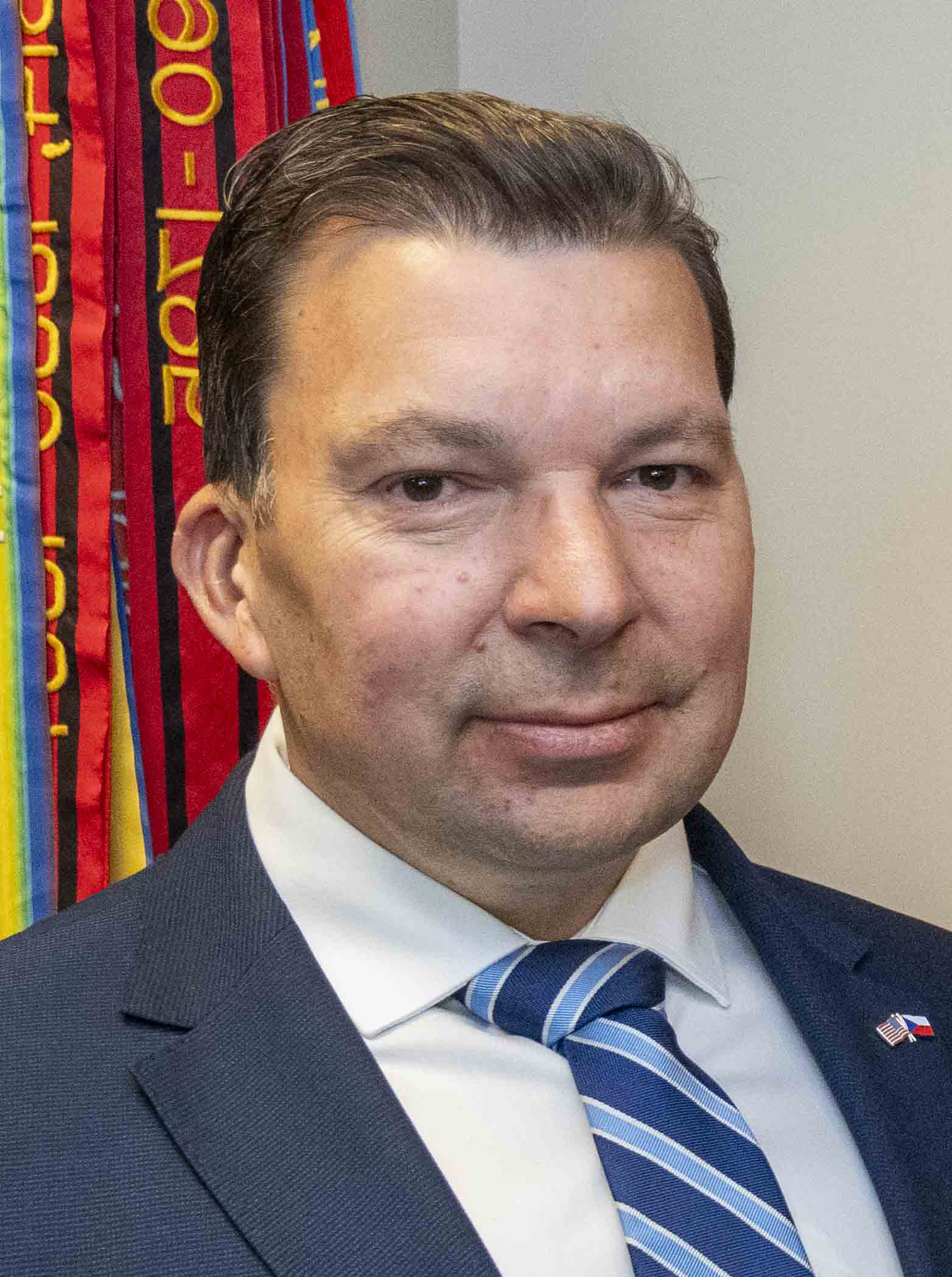
Miloslav Stašek v roce 2024

Velvyslanectví České republiky ve Washingtonu, D.C., je hlavním diplomatickým zastoupením České republiky ve Spojených státech amerických. V současnosti se nachází na adrese 3900 Spring of Freedom St., NW, Washington, D.C.
Od prosince 2022 vykonává funkci velvyslance Miloslav Stašek.

## Historie

### Vznik Československého velvyslanectví ve Washingtonu
Historie diplomatických vztahů mezi Československem a Spojenými státy začala brzy po vzniku republiky v roce 1918. Díky úsilí Tomáše Garrigua Masaryka a jeho spolupracovníků, kteří během první světové války získali podporu amerického prezidenta Woodrowa Wilsona, byla v roce 1921 zřízena československá diplomatická mise. Prvním vyslancem byl Bedřich Štěpánek, člen odbojové skupiny Maffie, který dostal za úkol vybudovat oficiální zastupitelský úřad v hlavním městě USA. Velvyslanectví bylo umístěno na prestižní Massachusetts Avenue, která byla tehdy i dnes považována za významné diplomatické centrum.

### Nucené stěhování v roce 1969
V roce 1969 bylo původní sídlo československé ambasády na Massachusetts Avenue opuštěno pod tlakem tehdejšího SSSR v souvislosti s kontroverzní špionážní kauzou. Podle mluvčí Ministerstva zahraničí Mariany Wernerové: "K přesunu zastupitelského úřadu z Massachusetts Avenue došlo na pokyn tehdejšího SSSR, kdy Československo a v té době i Maďarsko dostalo nařízeno přesunout svoji ambasádu z 'bezpečnostních' důvodů,". Dle bývalého velvyslance Michaela Žantovského se incident údajně týkal dezercí komunistického vojenského přidělence, který měl z budovy ambasády vyhazovat šifrovací zařízení přímo do popelářského vozu za asistence FBI. „Došlo k tomu údajně za dramatických okolností v souvislosti s dezercí tehdejšího komunistického vojenského přidělence. Z okna ambasády měl vyhazovat do popelářského vozu, který zařídila FBI, nějaké šifrovací zařízení. Komunisté proto řekli: „Stěhujeme se do lesa.“ Nikdy jsem neověřoval, jestli je to celé takto pravda, ale bylo to z poměrně věrohodných zdrojů, tak na tom asi něco pravdy bude“.

### Po roce 1989
Nové sídlo ambasády bylo vybudováno na Tilden Street (dnes Spring of Freedom Street) v okrajové části Washingtonu, obklopené lesy. V roce 1989 město Washington přejmenovalo ulici na současný název Spring of Freedom Street na počest boje za svobodu. Podle některých neoficiálních informací se tak stalo na počest revolucí v Maďarsku a Československu, jelikož obě země mají na této ulici své velvyslanectví. Po rozpadu Československa v roce 1993 přešla budova do vlastnictví České republiky. Zatímco některé zastupitelské úřady, například v Londýně, byly po rozdělení republiky sdílené mezi Českou a Slovenskou republiku, v USA si Slovensko vybudovalo novou ambasádu přibližně dva kilometry od té české.

### Plány na výstavbu nové budovy
V posledních desetiletích se stav budovy českého velvyslanectví ve Washingtonu ukázal jako nevyhovující pro potřeby moderní diplomacie, a to jak z hlediska zastaralé infrastruktury, tak i nedostatečné kapacity pro diplomatické aktivity a bezpečnostní požadavky. To vedlo k ambiciózním plánům na výstavbu nové ambasády, která má zajistit reprezentativní a funkční zázemí pro českou diplomacii v USA. Projekt nové budovy, navržený studiem Chalupa Architekti, má být financován z prodeje nemovitostí bývalých zastupitelských úřadů, jako jsou rezidence v Africe a Jižní Americe. Tento záměr odráží snahu České republiky o posílení své diplomatické přítomnosti a prestiže u klíčového strategického partnera. Projekt však čelí kritice nejen kvůli obavám z opakování problémů spojených s předchozími investicemi, jako byla výrazně prodražená rekonstrukce České národní budovy v New Yorku, ale také kvůli kontroverznímu rušení ambasád v jiných částech světa, což vyvolalo obavy o oslabení diplomatické sítě ČR.

### Budoucnost českého velvyslanectví ve Washingtonu
Od roku 2023 se vláda podle mluvčí české diplomacie Mariany Wernerové snaží najít nové sídlo velvyslanectví, čímž opustila plány na výstavbu nového či rozsáhlou přestavbu aktuálního velvyslanectví. Podle nejnovějších informací bylo nové sídlo nalezeno na lukrativní adrese na Massachusetts Avenue, kde již České velvyslanectví v minulosti sídlilo. Část úřadu by se měla do nového sídla přestěhovat v druhé polovině roku 2025, přičemž areál na Spring of Freedom Street s byty, kulturním centrem a domem velvyslance by měl zůstat v používání.
V roce 2024 bylo zakoupeno nové reprezentativní sídlo na adrese 2030 Q St NW, Washington, D.C., známé jako Samuel M. Bryan House. Tato historická budova z roku 1885 poskytne zázemí pro politický a ekonomický úsek ambasády, úřad velvyslance a prostor pro významné návštěvy z USA i České republiky.
Do nového sídla se má přesunout Úřad velvyslance, politický, ekonomický a finančně-hospodářský úsek. Celá diplomatická zóna na Massachusetts Avenue je pod ochranou americké tajné služby. Sama budova poskytne zázemí i pro vrcholné návštěvy z Kongresu a americké administrativy, a v její těsné blízkosti jsou zastávky metra či autobusů. Podle ministerstva zahraničí potřebuje stará budova rekonstrukci, po jejíž dokončení by bylo potřeba pronajmout novou budovu. Peníze vynaložené na pronájem by však přesáhly částku za koupi nové budovy. Proto se přistoupilo na koupi další budovy za 260 milionů a přestavbu staré za 15 milionů, přičemž v ní zůstane konzulární a kulturní oddělení, osm bytů a čtyři pokoje pro české diplomaty a další úředníky během služebních cest do Washingtonu.

## Generální a honorární úřady

### Velvyslanectví ČR ve Washingtonu
Ambasáda sídlí na adrese 3900 Spring of Freedom St. NW, Washington, DC 20008. Určena je pro federální státy Alabama, Arkansas, District of Columbia, Florida, Geogia, Kentucky, Lousiana, Maryland, Mississippi, North Carolina, Ohio, Oklahoma, Portoriko, Antigua a Barbuda, Jamajka, Jižní Karolina, Tennessee, Texas, Virginia a Západní Virginie.

#### Podřízenéhonorární konzuláty
- Orlando a Miami, Florida
- New Orleans, Louisiana
- Little Rock, Arkansas
- Charlotte, Severní Karolína
- Houston, Texas
- Atlanta, Georgia
- San Juan, Portoriko

### Generální konzulátČR v New Yorku
Konzulát sídlí na adrese: 321 East 73rd Street, New York, NY 10021. Určen je pro federální státy Connecticut, Delaware, Maine, Massachusetts, New Hampshire, New Jersey, New York, Pensylvánie, Rhode Island a Vermont.

#### Podřízené honorární konzuláty
- Boston, Massachusetts
- Pittsburgh, Ohio
- Philapelphia, Pensylvánie

### Generální konzulát ČR v Chicagu
Konzulát sídlí na adrese 205 N Michigan Ave., Suite 1680, Chicago, IL 60601. Určen je pro federální státy Illinois, Indiana, Iowa, Kansas, Michigan, Minnesota, Missouri, Nebraska, North Dakota, South Dakota a Wisconsin.

#### Podřízené honorární konzuláty
- Kansas City, Kansas
- Minneapolis, Minnesota
- Lincoln, Nebraska

### Generální konzulát ČR v Los Angeles
Konzulát sídlí na adrese 10990 Wilshire Blvd., Suite 1100, Los Angeles, CA 90024. Určen je pro federální státy Aljaška, Arizona, Colorado, Havaj, Idaho, Kalifornie, Montana, Nevada, Nové Mexiko, Oregon, Utah, Washington, Wyoming, Americká Samoa, Guam a Severní Mariany.

#### Podřízené honorární konzuláty
- Portland, Oregon (od 1995)
- San Francisco, Kalifornie (od 1995)
- Anchorage, Aljaška (od 1999)
- Salt Lake City, Utah (od 2010)
- Livingston, Montana (od 2011)
- Boulderu, Colorado (od 2012)
- Seattle, Washington (od 2023 dočasně uzavřen)
- Phoenix, Arizona (od 2014)
- Las Vegas, Nevada (od 2024 dočasně uzavřen)
- Honolulu, Havaj (od 2022)
- Boulder, Colorado

## Velvyslanci v minulosti
Velvyslanci Československa a České republiky v USA byli:
- Bedřich Štěpánek (od 5.1.1921)
- František Chvalkovský (od 15.6.1923)
- Zdeněk Fierlinger (od 12.10.1925)
- Ferdinand Veverka (od 20.11.1928)
- Vladimír Hurban (od 30.12.1936)
- Juraj Slávik (od 12.6.1946)
- Vladimír Outrata (od 21.6.1948)
- Vladimír Procházka (od 28.8.1951)
- Karel Petrželka (od 24.10.1952)
- Miroslav Růžek (od 20.5.1959)
- Karel Duda (od 13.11.1963)
- Ivan Roháľ-Ilkiv (od 16.10.1969)
- Dušan Spáčil (od 27.3.1972)
- Jaromír Johanes (od 21.5.1976)
- Jaroslav Žantovský (od 29.7.1982)
- Stanislav Suja (od 13.10.1983)
- Miroslav Houštecký (od 23.6.1986)
- Rita Klímová (od 8.4.1990)
- Michael Žantovský (od 19.11.1992)
- Alexandr Vondra (od 14.5.1997)
- Martin Palouš (od 10.10.2001)
- Petr Kolář (od 2.12.2005)
- Petr Gandalovič (od 7.7.2011)
- Hynek Kmoníček (od 17.3.2017)

## Struktura velvyslanectví
- Úřad velvyslance: Miloslav Stašek (velvyslanec)[9]
- Sekce zástupce velvyslance: Světlana Doboszová (zástupkyně velvyslance pro vnitřní chod)
- Politická sekce: Ramzi Abu Eid (vedoucí politické sekce)
- Ekonomická sekce: Jan Hladík (I. tajemník, vedoucí ekonomické sekce)
- Sekce veřejné diplomacie: Markéta Vohralíková (vedoucí sekce veřejné diplomacie)
- Konzulární sekce: Dagmar Minaříková (vedoucí konzulární sekce), Petr Kubálek (vicekonzul)
- Vojenská sekce: plk. Martin Sikora (přidělenec obrany), pplk. Jan Novotný (vojenský a letecký přidělenec)
- Administrativní sekce: Pavlína Ciorobea (atašé, vedoucí administrativní sekce)